# Intima-media-dikte
De intima-media-dikte (Engels intima-media thickness, IMT) is de dikte van de binnenste twee lagen (tunica intima en tunica media) van de wand van een slagader. Deze dikte kan gemeten worden, meestal in de halsslagader, met behulp van een echoapparaat .

## Atherosclerose
De dikte van de slagaderwand wordt vooral bepaald door de mate van aderverkalking (atherosclerose). Uit meerdere studies is gebleken dat er een verband bestaat tussen de vaatwanddikte in de halsslagader en de mate van aderverkalking op andere plaatsen in het lichaam, met name rondom het hart.

## Echo
Het meten van de intima-media-dikte gebeurt met een echoapparaat (B-mode ultrasound). Het onderzoek geschiedt daardoor geheel van buitenaf (niet-invasief), is veilig (geen straling), pijnloos en gemakkelijk om te ondergaan en niet kostbaar, bovendien is er geen sprake van uitstraling. Met de huidige methoden zijn dikten te meten met een nauwkeurigheid van 1/100e millimeter. Bij een intima-media-diktemeting wordt de vaatwanddikte gemeten op verschillende plaatsen in de halsslagader, meestal in de buurt van de plaats in de hals waar de slagader zich splitst. De wand die wordt beoordeeld is de achterste wand (van buitenaf gezien).

## Voorspellende waarde
Aderverkalking is een normaal verouderingsproces en komt nagenoeg bij iedereen voor maar wordt versneld door een aantal factoren, zoals leeftijd, geslacht, cholesterol, gewicht, bloeddruk en roken. Een geringe mate van aderverkalking leidt niet direct tot merkbare verschijnselen. Maar als klachten veroorzaakt worden door aderverkalking, dan is deze dan ook meestal al vrij ver gevorderd. Aderverkalking is een belangrijke risicofactor voor het ontstaan van hart- en vaatziekten zoals een hart- of herseninfarct. Door met een meting de mate van aderverkalking vast te stellen, kan een uitspraak worden gedaan over de kans op een hart- of herseninfarct, in vergelijking met anderen van dezelfde leeftijd en hetzelfde geslacht. Dit is met name van belang voor mensen die meerdere risicofactoren hebben maar geen klachten.

## De praktijk
De intima-media-diktemeting is op grote schaal toegepast in bevolkingsonderzoek en in wetenschappelijk onderzoek naar het effect van geneesmiddelen. In dat laatste geval wordt gekeken naar de invloed van geneesmiddelen zoals cholesterolverlagers op de ontwikkeling van aderverkalking. Daarnaast wordt het steeds meer gebruikt als hulpmiddel bij het bepalen van het risico van iemand op hart- en vaatziekten. Het gebruik van de meetmethode op deze manier wordt onder andere aanbevolen door de American Heart Association.

## Levensstijl
De vaststelling van een hoog tot verhoogd risico op hart- en vaatziekten leidt in de praktijk vaak tot levensstijladviezen om verdere voortgang van aderverkalking tegen te gaan. Er bestaat een duidelijk verband tussen de levensstijl en de mate van aderverkalking. Aanpassing van de levensstijl leidt veelal tot afname van de ontwikkeling van aderverkalking.